# 布倫斯巴赫河 (敘爾茨河支流)
50°54′52″N 7°11′45″E / 50.91444°N 7.19583°E

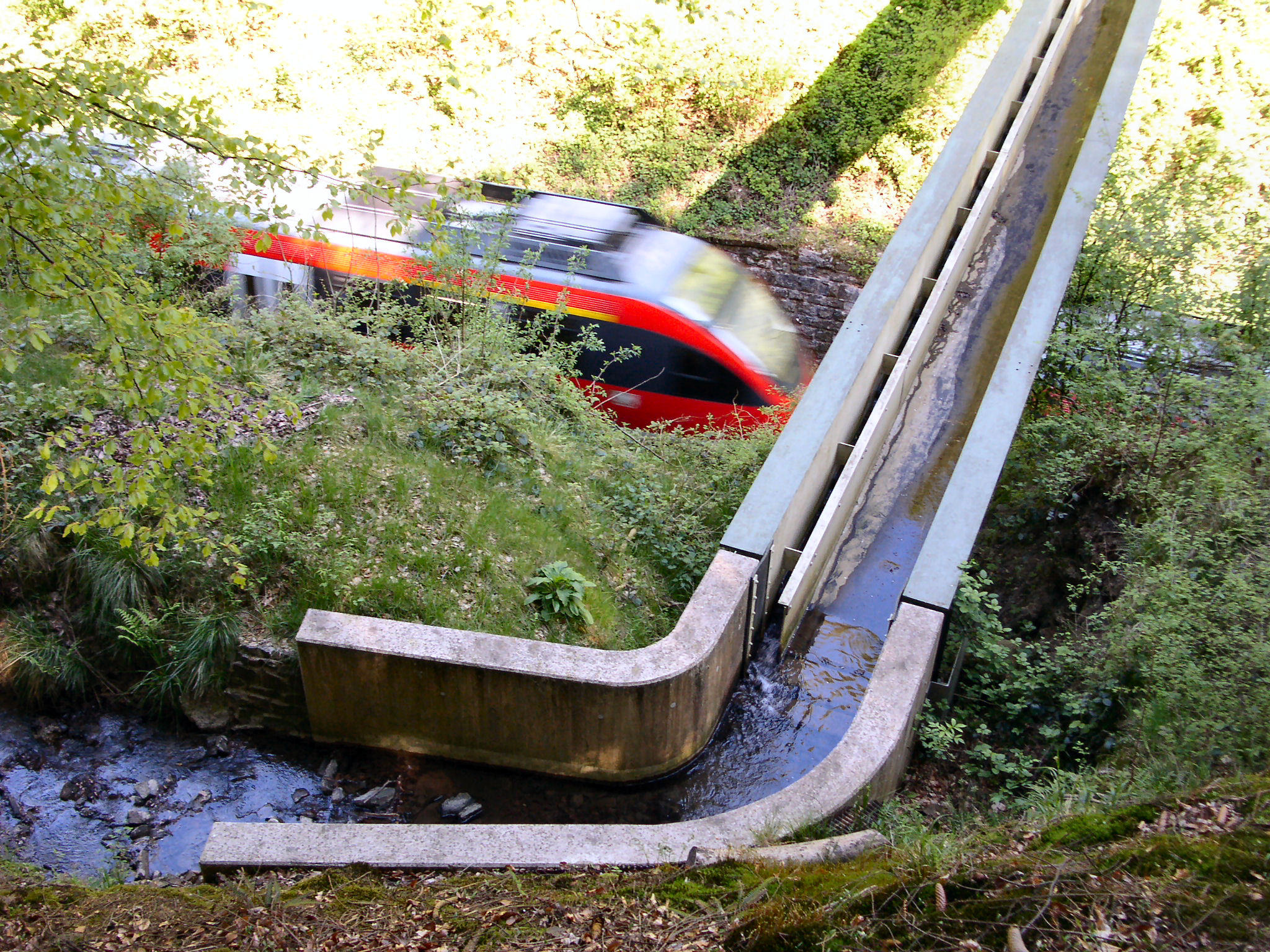

布倫斯巴赫河（德語：Brunsbach），是德國的河流，位於該國西部，流經北萊茵-威斯特法倫州，屬於敘爾茨河的左支流，河道全長3.4公里，流域面積4.3平方公里。